# Куликов, Василий Иванович (1923—1991)
Василий Иванович Куликов (10 января 1923, Москвино, Иваново-Вознесенская губерния — 5 ноября 1991, Киев) — полковник Советской армии, участник Великой Отечественной войны, Герой Советского Союза (1945).

## Биография
Василий Куликов родился 10 января 1923 года в деревне Москвино Сахтышской волости Тейковского уезда Иваново-Вознесенской губернии (ныне деревня относится к Тейковскому району Ивановской области).
В 1934 году переехал в Иваново, где окончил семь классов школы, учился в аэроклубе. В мае 1940 года Куликов был призван на службу в Рабоче-крестьянскую Красную армию. В сентябре 1941 года он окончил Балашовскую военную авиационную школу пилотов, в 1944 году — Краснодарское объединённое военное авиационное училище. С июня 1944 года — на фронтах Великой Отечественной войны.
К апрелю 1945 года старший лейтенант Василий Куликов был заместителем командира эскадрильи 103-го штурмового авиаполка 230-й штурмовой авиадивизии 4-й воздушной армии 2-го Белорусского фронта. К тому времени он совершил 127 боевых вылетов на штурмовку и бомбардировку скоплений боевой техники и живой силы противника, нанеся ему большие потери.
Указом Президиума Верховного Совета СССР от 18 августа 1945 года за «образцовое выполнение заданий командования и проявленные мужество и героизм в боях с немецкими захватчиками» старший лейтенант Василий Куликов был удостоен высокого звания Героя Советского Союза с вручением ордена Ленина и медали «Золотая Звезда» за номером 7951.
После окончания войны Куликов продолжил службу в Советской армии. В 1946 году он окончил Полтавскую высшую офицерскую школу штурманов ВВС. В 1957—1960 годах возглавлял Томский аэроклуб. В 1960 году в звании полковника Куликов был уволен в запас. Проживал в Киеве, работал на комбинате химволокна.
Умер 5 ноября 1991 года, похоронен на Лесном кладбище Киева.
Был также награждён двумя орденами Красного Знамени, двумя орденами Отечественной войны I-й степени, орденом Отечественной войны II-й степени, двумя орденами Красной Звезды, орденом Трудового Красного Знамени, рядом медалей.